# Art san contemporain
L'art san contemporain, aussi appelé art bushman contemporain, est un mouvement artistique apparu au début des années 1990 au Botswana. Le premier atelier d'art san contemporain est le Kuru Art Project, il a été créé en 1990 dans le cadre des activités du Kuru Development Trust, une ONG locale d'aide au développement pour les populations san du district de Ghanzi.
Les peintures et gravures réalisées au Kuru Art Project vont connaître un succès rapide en Afrique australe, puis en Europe dès 1993. Plusieurs des artistes reçoivent des prix artistiques. En 1991, Dada Coex’ae Qgam et Thamae Setshogo sont récompensés lors de la compétition Artists in Botswana et plus récemment l'artiste Thamae Kaashe a reçu en 2011, 2013, 2014 et 2017 le premier prix dans la catégorie gravure à la National Arts Competition au Botswana ainsi qu’en 2013 le prix du meilleur artiste de l’année.
La réussite de cette initiative a donné lieu à d'autres projets similaires en Afrique du Sud et en Namibie. Entre 1993 le !Xun and Khwe Art Project a été créé à Schmidtsdrift dans le Cap-Nord (Afrique du Sud),,,. Puis en 1999, le South African San Institute organisa des ateliers artistiques à Welkom (Cap-Nord, Afrique du Sud) avec un groupe de ≠Khomani . Entre 2002 et 2007, l’Ekoka Art Group voit le jour dans la région de l’Ohangwena, en Namibie auprès de Ju/’hoansi et de !Kung . Ces deux dernières initiatives n’ont toutefois jamais été institutionnalisées sous la forme de centres artistiques permanents.
Plusieurs chercheurs ont discuté de la relation de cet art contemporain aux gravures et peintures rupestres de la région, généralement attribuées aux San,. Ces études ont montré qu'il n'existe pas de liens direct entre les créations actuelles et les images rupestres passées, mais qu'un dialogue au forme multiple s'est néanmoins établi entre ces deux formes d'art du fait de leur coprésence aujourd'hui.